# لیوبوف ووینووا-شیکانیان
لیوبوف ووینووا-شیکانیان (ارمنی: Լյուբով Պավլովնա Վոինովա-Շիկանյան؛  زادهٔ ۱۸ اوت [سبک قدیمی: ۵ اوت] ۱۹۰۹ - درگذشته ۱۹۹۰) هنرمند رقص باله اهل ارمنستان بود.

## زندگی‌نامه
وی در ۵ اوت ۱۹۰۹ در ایروان به دنیا آمد . وی همچنین برنده جوایزی همچون هنرمند مردمی ارمنستان شوروی و هنرمند شایسته ارمنستان شوروی شد. وی در ۱۷ اوت ۱۹۹۰ در سن ۸۱ سالگی در ایروان درگذشت